# Tyrkir
Tyrkir ou Tyrker est un personnage mentionné dans la saga islandaise Grœnlendinga saga. Il fut un père adoptif pour Leif Ericson qu'il accompagna jusqu'au Vinland.
Tyrkir était un moine d'origine allemande ou hongroise. Il semble avoir été un esclave capturé par les Vikings lors d'une razzia en Europe continentale. Débarqué en Islande, il devint à la fois le précepteur et le père adoptif du jeune Leif Ericson. 
Il accompagna Leif Ericson au Vinland et séjourna à la colonie de Leifsbudir. Un soir, lors d'un tour de garde, Tyrkir avait disparu. Leif Ericson et ses compagnons le cherchèrent et finirent par le trouver en train de déguster des baies et raisins sauvages. Tyrkir leur parla d'abord en allemand avant de se reprendre et de s'adresser en norrois à ses compagnons. "Il y a de la vigne comme dans mon pays natal". Leif Ericson donna le nom de Vinland à cette terre.